# Elena Salikhova
Elena Salikhova est une danseuse sportive française.

## Carrière
Elena Salikhova et Charles-Guillaume Schmitt sont médaillés de bronze en danse latine aux Jeux mondiaux de 2013 à Cali ainsi qu'aux Jeux mondiaux de 2017 à Wrocław et aux Jeux mondiaux de 2022 à Birmingham. 
Aux Jeux mondiaux de 2025 à Chengdu, elle est médaillée d'argent en danse latine avec Charles-Guillaume Schmitt.